# 賴比瑞亞元
賴比瑞亞元（貨幣編號：LRD）為賴比瑞亞自1943年以來流通貨幣，亦曾為1847年到1907年間流通貨幣。輔幣單位為分，1元=100分。

## 流通中的貨幣

### 硬幣

賴比瑞亞現在流通的硬幣系列。

- 1 分
  - 正面：
  - 背面：
- 2 分
  - 正面：
  - 背面：
- 5 分
  - 正面：
  - 背面：
- 10 分
  - 正面：
  - 背面：
- 25 分
  - 正面：
  - 背面：
- 50 分
  - 正面：
  - 背面：
- 1 元
  - 正面：
  - 背面：
- 5
  - 正面：
  - 背面：

### 紙幣

賴比瑞亞現在流通的紙幣系列。

- 5 元
  - 正面：愛德華·詹姆斯·羅伊
  - 背面：女人在收割米
- 10 元
  - 正面：約瑟夫·詹金斯·羅伯茨
  - 背面：收集橡膠
- 20 元
  - 正面：威廉·塔布曼
  - 背面：一群年輕人
- 50 元
  - 正面：塞缪尔·多伊
  - 背面：棕櫚樹
- 100 元
  - 正面：威廉·托爾伯特
  - 背面：女人和她的孩子

## 外部連結
- 唐的世界硬币画廊：Liberia
- 罗恩·怀斯的世界纸币：Liberia 镜像网站
- 现代金融系统表格－库尔特·舒勒制作：Liberia 镜像网站
- 环球货币历史：Liberia
- 《环球金融资料》货币历史表格（ 微软试算表格式）